# 莫爾丁 (阿肯色州)
莫爾丁（英語：Mauldin）是位於美國阿肯色州蒙哥馬利縣的一個非建制地區。該地的面積和人口皆未知。

## 地理
莫爾丁的座標為34°35′38″N 93°39′58″W / 34.59389°N 93.66611°W，而該地的平均海拔高度為267米（即876英尺）。